# Ochetoceras
Ochetoceras – rodzaj głowonogów z wymarłej podgromady amonitów, z rzędu Ammonitida.
Żył w okresie późnej jury (oksford – kimeryd).